# Psi na zadatku
Psi na zadatku hrvatska je dokumentarna televizijska emisija o psima koja se prikazivala 2024. godine na Prvom programu Hrvatske radiotelevizije. U fokusu svake epizode je jedan pas koji se ističe po svojim osobinama ili vještinama. 

## Epizode
| Br. | Naslov                                    | Nadnevak prikazivanja |
| --- | ----------------------------------------- | --------------------- |
| 1. | "Bubica - pas gurman"                     | 22. travnja 2024.     |
| Prva epizoda prikazuje potragu za tartufima u istarskim šumama kroz priču o psu tragaču Bubici i njezinoj vlasnici Ivani, fokusirajući se na ulogu pasa u pronalasku tartufa i metode traženja ove namirnice. |                                           |                       |
| 2. | "Greta u potrazi za ekološkom ravnotežom" | 29. travnja 2024.     |
| U fokusu druge epizode je Greta, čiji je zadatak pronaći jaja invazivne crvenouhe kornjače u parku Maksimir radi zaštite autohtone europske barske kornjače i njezina staništa.                               |                                           |                       |
| 3. | "Pas glumac - Farhi"                      | 6. svibnja 2024.      |
| Treća se epizoda bavi dresurom pasa za audiovizualne produkcije kroz priču psa-glumca imena Farhi. |                                           |                       |
| 4. | "Bongo - potražni pas"                    | 13. svibnja 2024.     |
| Četvrta epizoda prikazuje rad potražnog tima HGSS-a iz Zadra, čiji je član i pas Bongo, s naglaskom na ulogu psa u potragama za nestalim osobama.                                                             |                                           |                       |

## Vanjske poveznice
- Psi na zadatku u internetskoj bazi filmova IMDb-a